# 70e division d'infanterie (Allemagne)
Pour les articles homonymes, voir 70e division.
La  70e division d'infanterie  (en allemand : 70. Infanterie-Division ou 70. ID) est une division d'infanterie de l'armée allemande durant la Seconde Guerre mondiale.

## Création
La 70. Infanterie-Division est formée le 17 juillet 1944 aux Pays-Bas sur l'île de Walcheren.
Elle est en grande partie composée de soldats avec des problèmes d'estomac qui ont besoin d'un régime spécial, d'où le surnom de "Division de pain blanc", et est entraînée avec des cadres de la 165. Reserve-Division (165e division de Réserve).
Elle est attaquée par les forces du Commonwealth canadiennes et britanniques 1944. Les soldats de la division se sont étonnamment bien battus pour une division de "malades", mais après neuf jours de combats, ils ont été forcés de se rendre le 8 novembre 1944.

## Organisation

### Commandants
| Date                          | Grade           | Commandant    |
| ----------------------------- | --------------- | ------------- |
| 15 mai 1944 - 9 novembre 1944 | Generalleutnant | Wilhelm Daser |

## Théâtres d'opérations
- Pays-Bas : août 1944 - Décembre 1944

## Ordres de bataille
- Grenadier-Regiment 1018
- Grenadier-Regiment 1019
- Grenadier-Regiment 1020
- Divisions-Füsilier-Bataillon 70
- Artillerie-Regiment 170
- Pionier-Bataillon 170
- Feldersatz-Bataillon 170
- Panzerjäger-Kompanie 170
- Divisions-Nachrichten-Abteilung 170
- Divisions-Nachschubführer 170